# Elektrický folk
Elektrický folk je označení hudebního žánru, který vznikl v Anglii v 60. letech minulého století a výrazněji se prosadil v letech 70., kdy byl šířen v keltském kulturním prostředí jako Bretaň, Irsko, Skotsko, Wales a Isle of Man, kde se hrál keltský rock a jeho odvozeniny. Měl též vliv na ty části světa, které měly bližší vazby na britské kulturní prostředí, kde dal vzniknout folk punku. V 80. letech začal ztrácet na popularitě, kdy znovu pronikl do rockové a folkové hudební kultury, ze kterých vzešel.

## Definice
Když anglické skupiny konce 60. a začátku 70. let minulého století samy označily svůj hudební styl jako 'elektrický folk', dělaly to pro odlišení od již existujícího 'folk rocku'. Folk rock už od roku 1965 produkovali američtí umělci a písničkáři hrající na rockových nástrojích jako Bob Dylan a Byrds. Zaměřili se na původní (v tomto případě anglické) písničky a melodie. Tím však není řečeno, že všichni zastánci folku úplně opustili americké zdroje, nebo že by nebyly zastoupeny v jejich vlastních skladbách, ale jejich tvorba byla charakterizována používáním anglických tzv. tradicionálních (lidových) písní a melodií a tvorbou nových písní v tomto stylu, za obsazení a nástrojů používaných rockovými skupinami s příležitostným přidáním lidových nástrojů.
Výsledkem této hybridizace byla výměna specifických vlastností převzatých z lidové i rockové hudby.